# Спорофіт

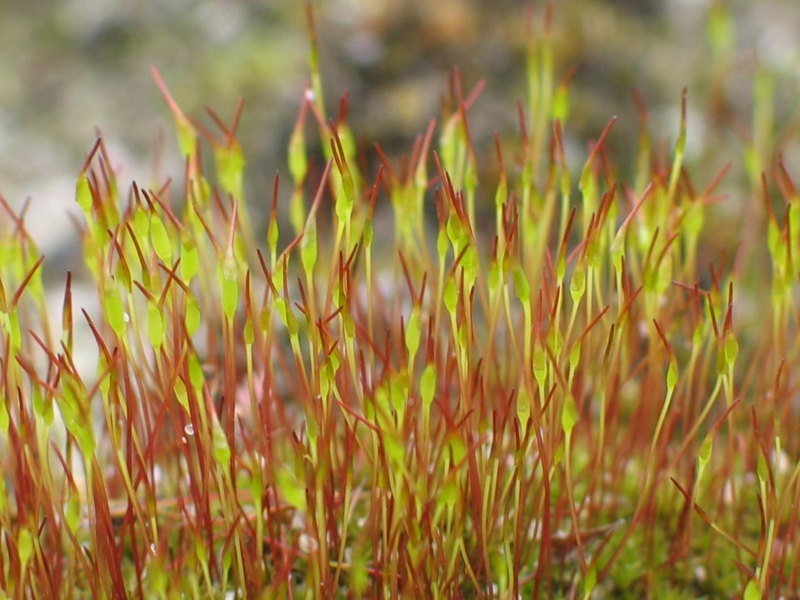
Спорофіти моху

Спорофіт — це нестатеве покоління рослин. У рослин існує чергування поколінь життєвого циклу, що змінюється із спорофіта у гаметофіт. Спорофіт переважає над гаметофітом у всіх рослин, крім мохоподібних та водоростей. А саме — у папоротеподібних, хвощеподібних, плауноподібних, голонасінних та покритонасінних. На спорофіті формуються спорангії, у яких внаслідок мейозу утворюються гаплоїдні спори. Часто спорофіт не розвивається самостійно, а існує на гаметофіті.
Розвивається з заплідненої яйцеклітини, або зиготи. На спорофіті в спеціальних органах — спорангіях — в результаті мейозу розвиваються гаплоїдні спори. У багатьох рослин (різноспорові плауни і різноспорові папороті, а також голонасінні і квіткові) спорангії діляться на два типи: макро-і мікроспорангії. Макроспорангії виробляють макроспори, а мікроспорангії — мікроспори. З макроспор розвиваються жіночі гаметофіти, а з мікроспор — чоловічі.
У різних групах рослин водоростей розвинений в різному ступені. У квіткових рослин, голонасінних та судинних спорових (плауни, хвощі і папороті) спорофіт значно більше гаметофіту. Власне, все, що ми зазвичай називаємо рослиною, і є його спорофіт. Гаметофіти насіннєвих рослин більшу частину життя проводять в оболонці спори (мікроспори — це пилок, а макроспори знаходяться в семязачатках), а у судинних спорових гаметофіт — маленька, але самостійна багатоклітинна рослина. У мохів, навпаки, в життєвому циклі домінує гаметофіт. Спорофіт швидко всихає і складається тільки з ніжки і ковпачка-спорангія зі спорами.